# Брюс Менсон
Брюс Менсон (англ. Bruce Manson; нар. 20 березня 1956) — колишній американський тенісист.
Найвищу одиночну позицію світового рейтингу — 39 місце досяг 16 серпня, 1982, парну — 17 місце — 23 березня, 1981 року.
Здобув 9 парних титулів.
Найвищим досягненням на турнірах Великого шолома був півфінал в парному розряді.
Завершив кар'єру 1985 року.

## Фінали за кар'єру

### Парний розряд (9–8)
| Результат | W/L | Дата | Турнір                  | Покриття   | Партнер              | Суперники                              | Рахунок       |
| --------- | --- | ---- | ----------------------- | ---------- | -------------------- | -------------------------------------- | ------------- |
| Поразка   | 0–1 | 1976 | Бока-Ратон, США         | Тверде     | Балч Волтс           | Вітас Ґерулайтіс Кларк Гребнер         | 2–6, 4–6      |
| Поразка   | 0–2 | 1978 | Клівленд, США           | Тверде     | Рік Фішер (тенісист) | Дік Стоктон (тенісист) Ерік ван Діллен | 1–6, 4–6      |
| Поразка   | 0–3 | 1978 | Базель, Швейцарія       | Тверде (i) | Ендрю Паттісон       | Войцех Фібак Джон Макінрой             | 6–7, 5–7      |
| Перемога  | 1–3 | 1978 | Париж, Франція          | Тверде (i) | Ендрю Паттісон       | Йон Ціріак Гільєрмо Вілас              | 7–6, 6–2      |
| Поразка   | 1–4 | 1979 | Indian Wells Open, США  | Тверде     | Кліфф Дрісдейл       | Джін Меєр Сенді Меєр                   | 4–6, 6–7      |
| Перемога  | 2–4 | 1979 | Дейтон, США             | Килим      | Кліфф Дрісдейл       | Росс Кейс Філ Дент                     | 3–6, 6–3, 7–6 |
| Перемога  | 3–4 | 1980 | Торонто, Канада         | Тверде     | Браян Тічер          | Гайнц Ґюнтгардт Сенді Меєр             | 6–3, 3–6, 6–4 |
| Перемога  | 4–4 | 1980 | Мастерс Цинциннаті, США | Тверде     | Браян Тічер          | Войцех Фібак Іван Лендл                | 6–7, 7–5, 6–4 |
| Поразка   | 4–5 | 1980 | Гонконг                 | Тверде     | Браян Тічер          | Пітер Флемінг Ферді Тейган             | 5–7, 2–6      |
| Перемога  | 5–5 | 1980 | Тайбей, Тайвань         | Килим      | Браян Тічер          | Джон Остін (тенісист) Ферді Тейган     | 6–4, 6–0      |
| Перемога  | 6–5 | 1981 | Indian Wells Open, США  | Тверде     | Браян Тічер          | Террі Мур Еліот Телчер                 | 7–6, 6–2      |
| Поразка   | 6–6 | 1981 | Рим, Італія             | Ґрунт      | Томаш Шмід           | Ганс Гільдемайстер Андрес Гомес        | 5–7, 2–6      |
| Перемога  | 7–6 | 1981 | Колумбус, США           | Тверде     | Браян Тічер          | Ананд Амрітрадж Віджай Амрітрадж       | 6–1, 6–1      |
| Поразка   | 7–7 | 1982 | Лос-Анджелес, США       | Тверде     | Браян Тічер          | Шервуд Стюарт Ферді Тейган             | 1–6, 7–6, 3–6 |
| Перемога  | 8–7 | 1982 | Целль-ам-Зее, Австрія   | Ґрунт      | Войцех Фібак         | Семмі Джаммалва Тоні Джаммалва         | 6–7, 6–4, 6–4 |
| Перемога  | 9–7 | 1982 | Париж, Франція          | Тверде (i) | Браян Готтфрід       | Джей Лепідус Рік Маєр                  | 6–4, 6–2      |
| Поразка   | 9–8 | 1982 | Chicago-2 WCT, США      | Килим      | Майк Кейгілл         | Ананд Амрітрадж Віджай Амрітрадж       | 6–3, 2–6, 3–6 |